# Salsoul Records
Salsoul Records é uma gravadora americana baseada em Nova Iorque, fundada por três irmãos: Joseph Cayre, Kenneth Cayre e Stanley Cayre (os irmãos Cayre). Salsoul lançou por volta de 300 singles, incluindo muitos 12" de disco e uma série de álbuns nos anos 1970 e começo dos anos 1980.
A gravadora iniciou seus negócios em 1974, sendo encerrada em 1985 e relançada em 1992. Artistas tais como a Salsoul Orchestra (liderada por Vincent Montana Jr), Aurra, Skyy, Inner Life, Rafael Cameron, Edwin Birdsong, Instant Funk, Loleatta Holloway, Civil Atack, Double Exposure, Love Committee (Gold Mind), First Choice, Joe Bataan, The Strangers, Moment of Truth, Vaughan Mason & Butch Dayo, Carol Williams, Jocelyn Brown e Charo eram parte do catálogo de artistas da gravadora.
O catálogo da Bethlehem Music Company, que incluía a Salsoul Records, Bethlehem Records (um selo de jazz) e outras, foram licenciadas pela Verse music group de 2010 por cinco anos, antes do catálogo da Verse ser comprado pela BMG Rights Management em 2015.

## Início
A família Cayre esteve envolvida em muitas empreitadas musicais antes de fabricarem e distribuírem cartuchos de áudio, que incluía a  Bethlehem Records, no começo dos anos 1970. Eles tinham comprado alguns catálogos de música mexicana para distribuição e infringiram os direitos da CBS Records e da RCA Records os vendendo nos Estados Unidos. Eles, então, adquiriram licença para distribuição na América do Norte de alguns catálogos latinos da CBS. Isto os levou às gravações de estúdio que eram distribuídas pela CBS. Quando a CBS foi incapaz de aumentar os lucros, os direitos se reverteram para os Cayres.

## História - anos 70

### Origem do nome
O nome da gravadora foi concebido pelo artista Joe Bataan, que gravou algumas das primeiras sessões de estúdio para os irmãos Cayre antes da formação do selo. "Salsoul" era uma gíria para a cultura musical dos latinos urbanos que escutavam soul e o combinavam com salsa. Bataan escolheu o nome para um LP que ele fez para os irmãos Cayre.  Bataan teve seu primeiro single, "The Bottle", e o álbum, Afro-filipino, no início da Salsoul lançado pela Epic, antes do negócio com a RCA.

### Influência do Soul da Filadélfia
Ken Cayre buscou por músicos de estúdio para tocar o soul da Filadélfia. Trabalhou com músicos chaves na gravadora de Gamble and Huff, a Philadelphia International Records e seu predecessor, a Gamble-Huff Productions, membros fundadores da MFSB Orchestra na Philadelphia International.

## Ligações Externas
- Discografia da Salsoul Records no Discogs.com
- Ken Cayre interview